# Browning BLR
Browning BLR — гвинтівка важільної дії, що розроблена та виробляється компанією Browning Arms Company. Вона доступна у багатьох варіантах під калібри відВармінтинг .22-250 Remington для вармінтингу до потужних .325 WSM та .450 Marlin.

## Конструкція
Browning BLR використовує знімний магазин ємністю від 3 до 5 набоїв залежно від калібру. Завдяки цьому BLR може використовувати патрони із конічними кулями, які не сумісні із трубчатими магазинами, що використовуються у більшості гвинтівок важільної дії. Іншою відмінністю є те, що ця модель спроєктована для використання сучасних набоїв з великим тиском.

## Варіанти
Виробництво BLR розпочалося у 1960-ті. Оригінальна "Model 81 BLR" мала сталеву ствольну коробку, що була замінена на коробку з алюмінієвого сплаву у моделі "Model 81 Lightning BLR", виробництво якої розпочалося у 1995 році.  Хоча це зменшило вагу гвинтівки, деякі власники надають перевагу варіанту із сталевою ствольною коробкою. Механізм перезарядки може бути різним в залежності від використовуваних набоїв. Є варіанти із прямим прикладом та пістолетною рукояткою. Також доступні моделі зі з'ємними рукоятками для зручнішої транспортировки. Пропонується також варіант Black Label Edition із 16 дюймовим стволом, чорним матовим покриттям усіх металевих поверхонь, рейкою Пікатіні та полум'ягасником.

## Доступні калібри
Browning BLR виробляється для наступних варіантів набоїв:
- .22-250 Remington
- .223 Remington
- .257 Roberts
- .243 Winchester
- .270 Winchester
- .270 Winchester Short Magnum
- .30-06 Springfield
- .300 Winchester Magnum
- .300 Winchester Short Magnum
- .308 Winchester
- .325 Winchester Short Magnum
- .358 Winchester
- .450 Marlin
- 7mm Remington Magnum
- 7mm Winchester Short Magnum
- 7mm-08 Remington